# Ornithocephalus hoppii
Ornithocephalus hoppii là một loài thực vật có hoa trong họ Lan. Loài này được (Schltr.) Toscano & Dressler mô tả khoa học đầu tiên năm 2000.